# 赵允良
赵允良（1013年—1067年），字公彦，宋朝宗室，周恭肃王赵元俨次子，母康国太夫人刘氏。

## 生平
天禧四年（1020年）闰十二月，授右千牛卫将军。宋仁宗即位，赵允良进右千牛卫大将军，领舒州刺史。天圣五年（1027年）二月，进秦州刺史。天圣七年（1029年）九月，进颍州团练使。明道二年（1033年）十月，进郑州防御使。景祐二年（1035年）十一月，进安州观察使。宝元二年（1039年）二月，进镇国军节度使，观察留后。庆历四年（1044年）七月，封华原郡王。八月，进安德军节度使。至和二年（1055年）六月，改奉宁军，同知大宗正事。至和三年（1056年）五月，加同中书门下平章事。嘉祐五年（1060年）十二月，改彰信军，兼侍中。宋英宗即位，进兼中书令，改封襄阳郡王。宋神宗即位，加守太保，宁江、平江军节度使。治平四年（1067年）三月薨，时年五十五岁。赠太师、尚书令，追封定王，谥荣易。

## 家族
- 八子吴国公赵宗绛，右武卫大将军台州刺史宗蔺，宗劼，右监门卫将军宗易，其馀早逝。
- 英国夫人张氏，果州团练使张士宣之女。